# Démétrios (Mysliveček, 1779)
Démétrios (v italském originále Demetrio) je italská opera ve třech dějstvích českého skladatele Josefa Myslivečka. Bylo to skladatelovo druhé zhudebnění libreta italského básníka Pietra Metastasia, které bylo poprvé uvedeno roku 1731 s hudbou Antonia Caldary a v Myslivečkově době bylo jedním z nejpopulárnějších Metastasiových libret. Poprvé je zhudebnil roku 1773 pro Teatro Nuovo v Pavii. Lze předpokládat, že Mysliveček libreto zkrátil a upravil tak, aby vyhovovalo soudobému opernímu vkusu, tyto úpravy však nelze s určitostí identifikovat. Tato opera (a všechny ostatní Myslivečkovy opery) náleží k žánru vážné opery nazývanému v italštině opera seria.

## Vznik a historie díla
Myslivečkovo druhé zhudebnění Démétria bylo poprvé uvedeno v neapolském divadle Teatro San Carlo dne 13. srpna 1779 na počest narozenin neapolské královny Marie Karolíny. Byla to poslední z devíti oper, které Mysliveček napsal pro Teatro San Carlo v letech 1767-79; v tomto období pro too divadlo napsal více oper než kterýkoli jiný skladatel. Jeho Démétrios však měl jen skromný úspěch a běh jeho repríz byl přerušen erupcí Vesuvu. Na inscenaci v Teatro San Carlo nebylo ani obsazení rolí nejvýraznější, nicméně zahrnovalo kastráta Domenica Bediniho, který zpíval v Praze roku 1791 v Mozartově opeře Titus.

## Osoby a první obsazení
| Osoba               | Hlasový obor     | Premiéra (13. srpna 1779) |
| ------------------- | ---------------- | ------------------------- |
| Kleoniké (Cleonice) | soprán           | Rosa Agostini             |
| Alkéstes (Alceste)  | soprán (kastrát) | Domenico Bedini           |
| Fénikios (Fenicio)  | tenor            | Gaetano Scovelli          |
| Olintos (Olinto)    | bas              | Gaspare de Filippis       |
| Barsénis (Barsene)  | soprán           | Caterina Lusini           |
| Mitranés (Mitrane)  | soprán           | Antonia Rubinacci         |

## Děj opery
Král Sýrie (Seleukovské říše) Démétrios I. Sótér byl svržen Alexandrem Balem a byl nucen uprchnout na Krétu, která mu zůstala věrná, a zanechat svého stejnojmenného syna v péči dvořana Fénikia. I po smrti Démétria staršího nechal Fénikios vychovávat mladého prince kvůli bezpečnosti v anonymitě mezi pastýři pod jménem Alkéstes. Později jej však přivedl ke dvoru, kde se Alkéstes díky svým schopnostem dostal postupně na přední místo ve velení vojsk. Zvěst o tom, že syn bývalého krále žije, podnítila povstání a v boji proti němu Alexandr Balós padl. Alkéstes se přitom bojů účastnil jako generál po jeho boku a od té doby je nezvěstný. Po Alexandrově smrti řada pretendentů z řad velmožů usilovala o syrský trůn a jako přechodné opatření byla královnou učiněna Alexandrova dcera Kleoniké, která je do Alkésta dávno zamilována. Fénikios stále doufá v dosazení Démétria (=Alkésta) na trůn, i proti zájmům svého syna Olinta.

### 1. dějství
Olintos přesvědčuje Kleoniké, aby si mezi velmoži konečně vybrala manžela, který by říši dal stabilní vládu, a to nejlépe jeho samotného. Kleoniké se své důvěrnici Barsénis svěřuje, že stále doufá v Alkéstův návrat, ale ona i dvořan Mitranés potvrzují, že Alkéstes je s největší pravděpodobností mrtev. Fénikios vysvětluje Mitranovi svůj dlouhodobý úmysl dosadit na trůn Alkésta.
V trůnním sále část velmožů v čele s Olintem naléhají na královnu, aby si konečně vybrala ženicha, část v čele s Fénikiem jí hodlá dát ještě čas na rozmyšlenou. Kleoniké se tedy rozhoduje, že již nebude s výběrem otálet, když se právě vrací Alkéstes. Kleoniké ho radostně vítá; jako manžela si jej však pro jeho nízký původ zvolit zřejmě nemůže. Kleoniké by se raději sama vzdala trůnu, podvolí se ale mínění rady velmožů. Olintes mezitím nenachází podporu pro svou kandidaturu u svého otce, který zjevně preferuje Alkésta.
Rada přiznala Kleoniké svobodnou volbu manžela, Kleoniké však vidí, že by povýšení prostého Alkésta znamenalo začátek nových vnitřních rozbrojů, a hodlá ve prospěch své země na Alkésta rezignovat. Proto mu oznamuje, že si jej vzít nemůže. Alkéstes nechápe.

### 2. dějství
Alkéstes se snaží o schůzku s Kleoniké, ta mu však zakázala přístup a i svým dvořanům zakázala o něm mluvit. Olintos mu předává předstíraný příkaz královny, aby odjel ze Sýrie. Sám sice miluje Barsénis, ale sňatek s Kleoniké by mu dopomohl k trůnu. Barsénis truchlící Kleoniké utěšuje (sama je zamilována do Alkésta a rovněž vidí situaci příznivě pro sebe). Fénikios, kterému vypovězení Alkésta maří plány, přesvědčí Kleoniké k poslední schůzce s Alkéstem, která podle jeho názoru nemůže než vést k jejich usmíření. Při ní nejprve zahrne Alkéstes královnu urážkami, ale ta ho přesvědčí jak o své pevné lásce, tak o smysluplnosti oběti. Alkéstes svolí k trvalému odchodu. Zatímco Barsénis královnu za výsledek rozhovoru chválí, Fénikios jí spílá.

### 3. dějství
Alkéstes se chystá odplout, popoháněn Olintem. Zadržuje jej ale Kleoniké, která bez něj nemůže žít, a navrhuje mu, že odpluje s ním a Sýrii přenechá svému osudu. To ovšem zase odmítá Alkéstes. Rozzlobená Kleoniké mu tedy přikazuje, že musí u dvora zůstat alespoň jako svědek jejího svatebního obřadu. Olintos si dělá nové naděje. Do přístavu přijíždějí krétské lodě; to je signál pro Fénikia, že je vhodný čas k nastolení Démétriova dědice.
K Fénikiovi přichází Alkéstes s překvapivou zprávou: Kleoniké si zvolila za manžela právě Fénikia. Ten však Alkéstovi prozradí jeho skutečnou totožnost jako dědice seleukovského trůnu. Alkéstes hrubě odmítne milostné vyznání Barsénis, je však na rozpacích, jak prosazovat svá dědičná práva proti svému pěstounovi a milované Kleoniké.
V chrámu, kde se má slavit svatba Fénikia a Kleoniké, se už rozšířila zvěst o Alkéstovi=Démétriovi. Olintes přichází s dokumenty přivezenými Kréťany, které mají prokázat falešnost Alkéstových nároků, ve skutečnost jej však jednoznačně potvrdí jako syna Démétria Sótéra. Fénikios se vzdává královniny ruky a místo toho k usmíření všech frakcí vede k oltáři Démétria a Kleoniké.

## Nahrávky
- árie "Mi parea del porto in seno", videokoncert Bella mia fiamma, addio, UNIVERSO 1704: 2021. Collegium 1704, dir. Václav Luks, sol. Simona Šaturová[2]